# 地向斜

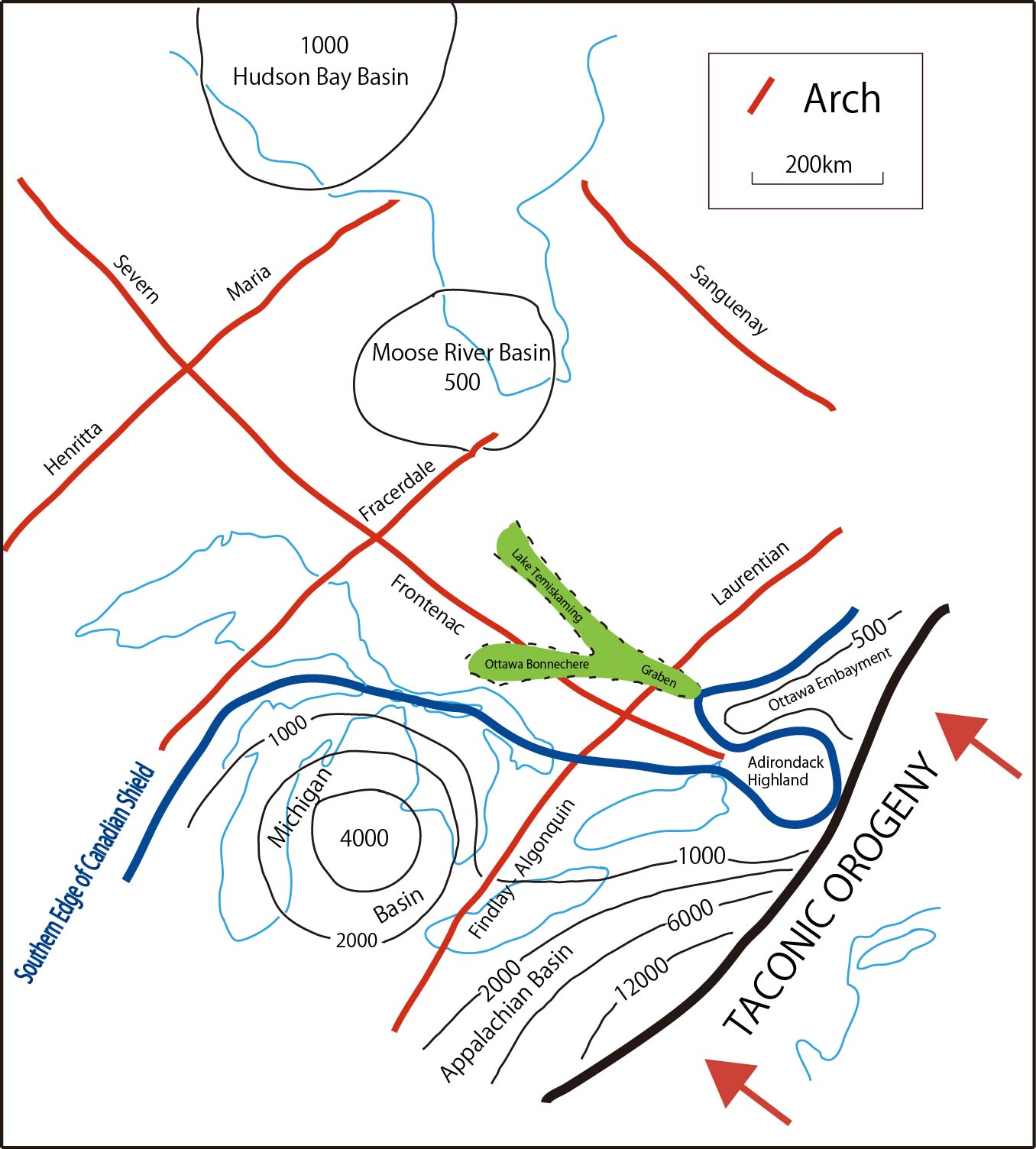
北米大陸東岸の地向斜

地向斜（ちこうしゃ、英: geosyncline）理論は、地殻変動と地質特性を説明する垂直地殻変動に関する理論だが、プレートテクトニクスに取って代わられた古い理論である。地向斜という言葉自体は、盆地に堆積した堆積岩層が圧縮変形して隆起してできた火山などを伴う山脈や線形の谷を表すのに今でも使われることがある。地向斜を構成する堆積岩塊は、褶曲、圧縮、断層などを伴った段階のものである。結晶性火成岩の貫入や谷の軸に沿った隆起などが、一般にその地向斜の終わりとなる。その後、褶曲山脈帯となるとされた。

## 地向斜の分類
地向斜は、山系の識別可能な岩層の種類によって、ミオ地向斜（劣地向斜）とユー地向斜（優地向斜）に分けられる（1949年にマーシャル・キーが発表した学説）。
ミオ地向斜（miogeosyncline）

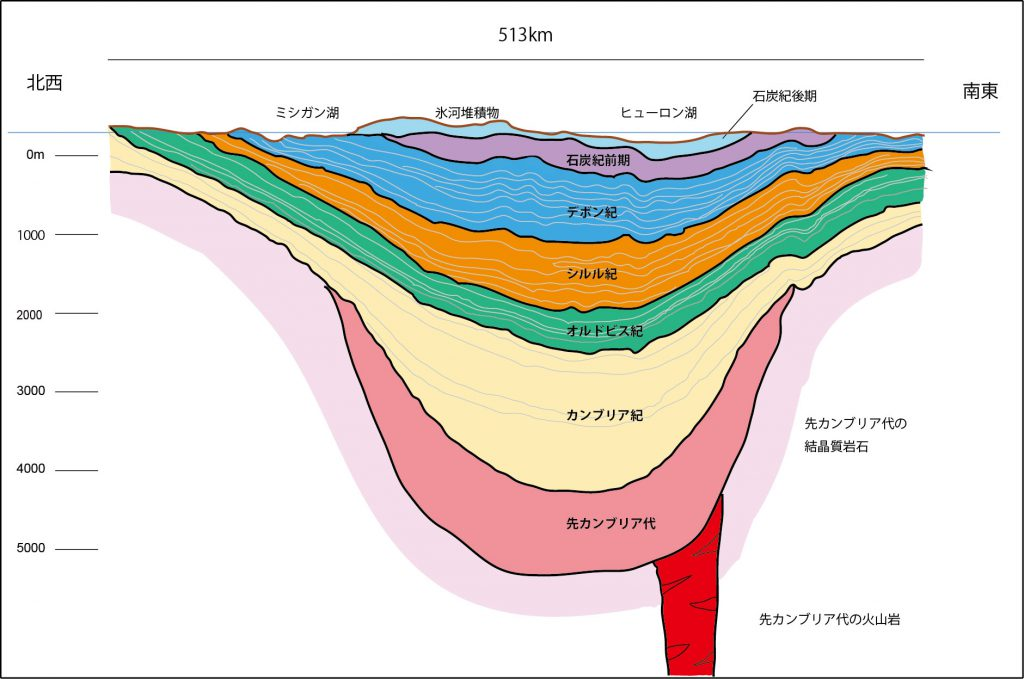
カナダ　オンタリオ州のミシガン・ベイシン（断面図）miogeosyncline

大陸地殻の大陸辺縁部に沿って形成され、石灰岩、砂岩、頁岩などの堆積岩から構成される。石灰岩や石英を多く含む砂岩は浅い水のある地形で形成され、地向斜の内側に存在する。
ユー地向斜（eugeosyncline）
深海で形成されるもので、岩石学的に異なる成り立ちを持つ。ユー地向斜を構成する堆積岩は、硬砂岩、チャート、粘板岩、凝灰岩、深海性溶岩などである。ユー地向斜の堆積岩は、変形が激しく、火成岩の貫入が多い。また、ユー地向斜では、フリッシュ（flysch）やメランジ（mélange）といった珍しい堆積が含まれていることが多い。
正地向斜（orthogeosyncline）
大陸と大洋の岩層の間にある線形の地向斜帯であり、内部（大洋側）の火山帯（優地向斜）と外部（大陸側）の火山性でない地帯（弱地向斜）からなる。
準地向斜（parageosyncline）
大陸内の造山運動によってできた地向斜的盆地である。
ジュゴ地向斜（geugogeosyncline）
大陸内部などの安定した領域にある地向斜である。
エクソ地向斜（exogeosyncline）
大陸の辺縁にあり、隣接する正地向斜における侵食から生じた堆積物によって形成される準地向斜の一種である。デルタ地向斜（delta geosyncline）とも呼ぶ。
活発な地向斜的地形もいくつかある。最も有名なのはタフロ地向斜（taphrogeosyncline）であり、急角度の断層があるのが特徴で、地層の観察に適している。パラリア地向斜（paraliageosyncline）は、大陸辺縁部に沿って存在する海岸平野に変化する地向斜である。

## 理論の歴史
地向斜の概念は、アメリカの地質学者 ジェームズ・ホール と ジェームズ・デーナ が 1800年代半ばにアパラチア山脈を研究していたころに提唱したものである。「地向斜」という用語を最初に使ったのはデーナで、地球が冷却し収縮しているという概念に基づき、盆地における堆積が徐々に深まる地形を指して使った。地向斜理論は19世紀から20世紀にかけて、山脈の形成を説明する理論として広く認められ、1949年にコロンビア大学のマーシャル・キーが「地向斜」を出版した頃に全盛期を迎えた。その後 1960年代になって、プレートテクトニクスによる沈み込み帯やプレートの衝突による造山運動の理論に取って代わられた。用法は変わったものの、地向斜という用語は大陸辺縁部の盆地などを表すのに使われている。

## 基本的な考え方
上記のように、この理論は大規模な山脈の地質の研究から生まれた。そのような地域の地層は、往々にして堆積岩であり、しかもその厚みが数千メートル、時に10kmになる例すらある。さらにその堆積岩を調べるとどの層にも荒い粒子、場合によっては礫、さらにはサンゴ由来の石灰岩さえも含んでおり、陸から遠い深海底に運ばれ堆積するのは考えにくいので、それが堆積したのは浅い海でなければならない。つまり、浅い海底に数千メートルの地層が堆積したことになる。これを説明するために、「その場は浅い海であったが、堆積層の増加とともに沈降し、そのために浅い海であり続けた。」とするのがこの理論である。さらに、そのような現象は大陸周辺で生じ、その後に造山帯となって、隆起して山脈を形成するのが一つの型と考えられた。このような一連の過程を時に造山輪廻と呼んだ。それは、おおよそ以下のようなものである。
- 地向斜帯の初期の沈降が始まる。
- 地層の堆積にしたがっての沈降の進行。
- 造山運動による変形、隆起。
- 火山活動や花崗岩床の進入。

なお、このような地域では火山活動が盛んで、その初期にはより塩基性の、後期にはより酸性のマグマの活動が盛んになると考えられた。
ただし、1960年代後半にはすでに10kmもの沈降が起きることは疑問視されており、当時地震などで海底の土砂が毎秒数十メートルの高速で1000km程度も流動し（乱泥流現象）、この時に荒い礫でも運ばれることが確認されたため、「乱泥流現象で運ばれた堆積物を浅海性と見誤ってたのではないのではないか？」といった説が提唱されていた。